# Czarny Czeremosz
Czarny Czeremosz (ukr. Чорний Черемош Czornyj Czeremosz) – rzeka na Ukrainie w Karpatach Wschodnich, razem z Białym Czeremoszem tworząca rzekę Czeremosz.
Długość rzeki wynosi 87 km, powierzchnia dorzecza 856 km².